# Harvey Milk (opera)
Harvey Milk è un'opera real-fantastica in 3 atti del compositore Stewart Wallace e del librettista Michael Korie, dedicata alla vicenda di Harvey Milk.
Milk fu, a San Francisco, il primo gay dichiarato della storia degli USA ad essere eletto a una carica politica, come supervisor (consigliere comunale). Fu per questo  motivo assassinato da un altro consigliere comunale omofobo, Dan White, assieme al sindaco George Moscone.
L'opera fu rappresentata per la prima volta nel 1995 al Houston Grand Opera, e fu incisa nel 1996 su CD da Donald Runnicles con la San Francisco Opera Orchestra and Chorus.
Il libretto, oltre a raccontare la vicenda di Milk, presenta la comunità gay come elemento corale presente in buona parte dell'azione.